# Sandim, Olival, Lever e Crestuma
Sandim, Olival, Lever e Crestuma (llamada oficialmente União das Freguesias de Sandim, Olival, Lever e Crestuma) es una freguesia portuguesa del municipio de Vila Nova de Gaia, distrito de Oporto. Según el censo de 2021, tiene una población de 15 956 habitantes.

## Historia
Fue creada el 28 de enero de 2013 en aplicación de una resolución de la Asamblea de la República de Portugal promulgada el 16 de enero de 2013 con la unión de las freguesias de Crestuma, Lever, Olival y Sandim, pasando su sede a estar situada en la antigua freguesia de Sandim.

## Demografía
| Gráfica de evolución demográfica de Sandim, Olival, Lever e Crestuma entre 2011 y 2021 |
|                                                                                        |
| Datos según el nomenclátor publicado por el INE portugués.                             |